# Isle of Man
För andra betydelser, se Isle of Man (olika betydelser).
Isle of Man ([ˌaɪləvˈmæn]; manx: Mannin [ˈmanɪn] eller Ellan Vannin [ˈɛlʲən ˈvanɪn]) är en ö i Irländska sjön. Den ingår i Brittiska öarna och är belägen mellan Storbritannien och Irland. Den är en kronbesittning (Crown Dependency) som lyder under den brittiska monarken, men är inte en del av Förenade konungariket Storbritannien och Nordirland. Isle of Man är självstyrande på många områden, men försvar och internationella relationer sköts av Storbritannien. Öns parlament kallas Tynwald.

## Geografi
Isle of Man är centralt belägen i Irländska sjön, 50 kilometer från både Irland och Storbritannien. Ön är 572 kvadratkilometer stor och har en kustlinje som är 160 kilometer lång. Öns största längd, från norr (Point of Ayre) till söder (Spanish Head), är 52 kilometer och dess största bredd, från väster till öster, är 22 kilometer.
Klimatet, som är tempererat, karaktäriseras av små temperaturvariationer under året med milda vintrar och svala somrar. Februari, som vanligtvis är den kallaste månaden, har en medeltemperatur på 4,9 °C. Snö och frost är sällsynt. Juli och augusti är de varmaste månaderna, då högsta temperaturen kan uppgå till omkring 17,6 °C. Den högsta temperaturen någonsin uppmättes vid Ronaldsways väderstation till 28,9 °C.

### Administrativ indelning
Isle of Man är indelat i 22 lokala administrativa enheter, distrikt.  

## Historia
Den stigande havsnivån skar av ön från omgivande öar omkring 8000 f.Kr. Mycket tyder på att kolonisationen av ön ägde rum över havet någon gång före 6500 f.Kr. De första inbyggarna bodde i små naturliga skydd och livnärde sig på jakt, fiske och samlande. De använde små redskap av flinta eller ben som har hittats nära kusten.
Den neolitiska perioden markeras av införandet av jordbruket, samt bättre stenredskap och keramik. Det var under denna period som megalitiska monument började dyka upp runt ön. Under bronsåldern ersattes megalitbyggarnas stora kollektiva gravar av mindre gravar. Järnåldern markeras av ett begynnande keltiskt inflytande.
Vissa skribenter har använt namnet Eubonia i stället för Man (eller Mannin på manx). Det som Tacitus benämner Mona är dock troligare Anglesey. Under den tidiga historien har ön tillhört växelvis Wales och Skottland. 
Vikingabosättningen på Isle of Man tillkom i slutet av 700-talet. Vikingarna införde Tynwald. 

### Medeltiden
Mellan 800 och 1265 stod ön under norsk överhöghet i form av Kungariket Man. Det började med att den norske kungen Harald Hårfager erövrade ön på 800-talet. Redan på mitten av 700-talet hade skandinaver försökt erövra ön, men förlorade striderna med upp emot 2 000 döda som följd. Sedan hans jarlar gjort sig oberoende erövrades ön på nytt av norske kungen Magnus Barfot år 1093.
Ön var fram till 1266 ett norskt skatteland, men detta år gavs skatterättigheterna till Alexander III av Skottland. Efter hans död 1290 tog Edvard I av England över, och ön regerades av England fram till 1406. Under medeltiden hade Isle of Man ett eget biskopssäte som lydde under det norska ärkebiskopsdömet i Trondheim.

## Demografi
Isle of Man har omkring 84 000 invånare (2021).
| Befolkningsutvecklingen på Isle of Man                                                                      | Befolkningsutvecklingen på Isle of Man | Befolkningsutvecklingen på Isle of Man | Befolkningsutvecklingen på Isle of Man | Befolkningsutvecklingen på Isle of Man |
| --- | -------------------------------------- | -------------------------------------- | -------------------------------------- | -------------------------------------- |
| |                                        |                                        |                                        |                                        |
| År |                                        |                                        | Invånare                               |                                        |
| 1821 | 1821                                   |                                        | 40 081                                 | 40 081                                 |
| 1831 | 1831                                   |                                        | 41 000                                 | 41 000                                 |
| 1841 | 1841                                   |                                        | 47 975                                 | 47 975                                 |
| 1851 | 1851                                   |                                        | 52 387                                 | 52 387                                 |
| 1861 | 1861                                   |                                        | 52 469                                 | 52 469                                 |
| 1871 | 1871                                   |                                        | 54 042                                 | 54 042                                 |
| 1881 | 1881                                   |                                        | 53 558                                 | 53 558                                 |
| 1891 | 1891                                   |                                        | 55 608                                 | 55 608                                 |
| 1901 | 1901                                   |                                        | 54 752                                 | 54 752                                 |
| 1911 | 1911                                   |                                        | 52 016                                 | 52 016                                 |
| 1921 | 1921                                   |                                        | 60 284                                 | 60 284                                 |
| 1931 | 1931                                   |                                        | 49 308                                 | 49 308                                 |
| 1939 | 1939                                   |                                        | 52 029                                 | 52 029                                 |
| 1951 | 1951                                   |                                        | 55 253                                 | 55 253                                 |
| 1961 | 1961                                   |                                        | 48 133                                 | 48 133                                 |
| 1966 | 1966                                   |                                        | 50 423                                 | 50 423                                 |
| 1971 | 1971                                   |                                        | 54 581                                 | 54 581                                 |
| 1976 | 1976                                   |                                        | 61 723                                 | 61 723                                 |
| 1981 | 1981                                   |                                        | 66 101                                 | 66 101                                 |
| 1986 | 1986                                   |                                        | 66 060                                 | 66 060                                 |
| 1991 | 1991                                   |                                        | 71 267                                 | 71 267                                 |
| 1996 | 1996                                   |                                        | 74 680                                 | 74 680                                 |
| 2001 | 2001                                   |                                        | 78 266                                 | 78 266                                 |
| 2006 | 2006                                   |                                        | 81 952                                 | 81 952                                 |
| 2011 | 2011                                   |                                        | 85 716                                 | 85 716                                 |
| 2016 | 2016                                   |                                        | 83 314                                 | 83 314                                 |
| 2021 | 2021                                   |                                        | 84 069                                 | 84 069                                 |
| Vart femte år från 1961; uppskattat värde för 1939. Inkluderar besökare till ön vid folkräkningstillfället. |                                        |                                        |                                        |                                        |

## Politik och statsskick
Som kronbesittning hör Isle of Man inte till Förenade kungariket, men dess regerande monark är också automatiskt Isle of Mans statschef. Statschefens titel är Lord of Mann och den nuvarande är Charles III. Hans makt representeras av en viceguvernör som fungerar officiellt på posten efter monarkens gottfinnande men i praktiken är mandatperioden fem år. Sedan 2021 har John Lorimer fungerat som viceguvernör.
Isle of Mans parlament har två kammare: House of Keys (underhus) och Legislative Council (överhus). Parlamentet är också det äldsta som fortfarande fungerar.. Det finns politiska partier i önationen men den största delen av de valda ledamöterna är partilösa. I parlamentsval finns det 12 valkretsar och det väljs 2 ledamöter från varje krets. Parlamentsvalet hålls vart femte år.
Isle of Man beviljar också egna pass, som kan ansökas av önationens invånare och de som är födda på ön.

## Ekonomi
Fram till 1800-talet baserades öns ekonomi på jordbruk (havre och korn) och fiske (sill). Under 1800-talet effektiviserades jordbruket: träda användes för åkermark och mer produktiv boskap framavlades. Bly-, silver- och koppargruvor började exploateras i mitten av detta sekel.
Vid slutet av 1800-talet började turismen att utvecklas, medan gruvindustrin började avta. Fram till mitten av 1900-talet var öns ekonomi dominerad av turism. Ön attraherade först viktorianska familjer och blev sedan en viktig semesterort för brittiska och irländska turister fram till 1950-talet, men fick därefter hård konkurrens av charterindustrin.
Under 1950- och 1960-talet tog öns ekonomi en annan riktning, med en rad politiska åtgärder för att diversifiera de ekonomiska aktiviteterna: I början av 1970-talet var tillverkningsindustri, turism och finans de tre största sektorerna. Under senare år har ön utvecklat en betydande finansiell industri. Ön är även ett centrum för motorsport samt är hemvist för bryggeriet Mount Murray Brewing Co Ltd. Öns mest kända pub och restaurang, Creg-ny-baa, ligger en mil norr om huvudstaden Douglas.

## Racing

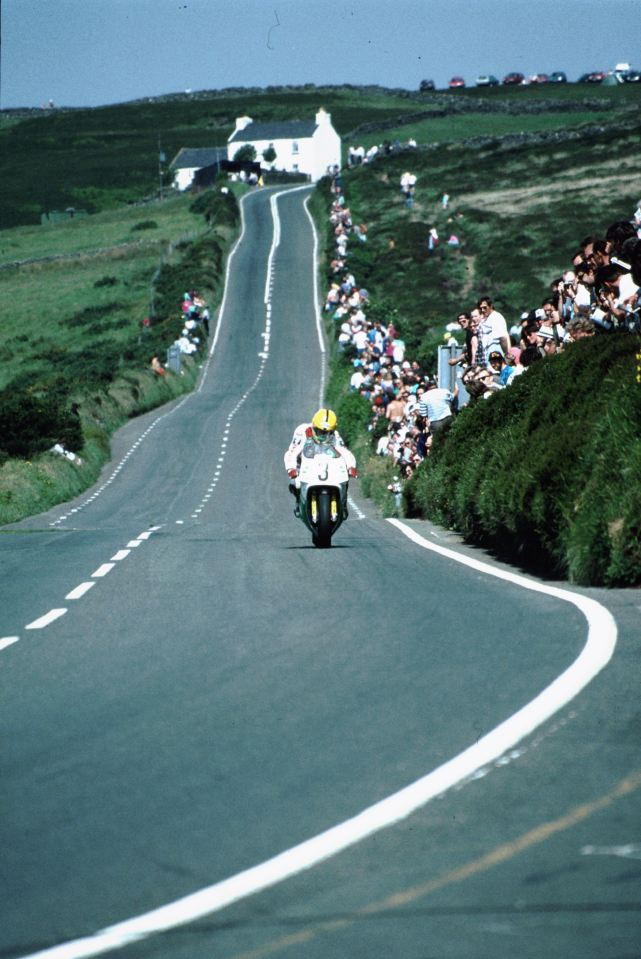
Joey Dunlop kör ner från Kate’s Cottage mot Creg ny Baa.

Isle of Man är känt för racing med motorfordon. Sedan 1907 har ett stort antal TT-lopp (Tourist Trophy) körts på den lilla ön som kallas världens farligaste då man kör på små smala landsvägar oftast inom bostadsområden omringade med stenmurar och lömska kurvor i hastigheter nära 300 km/h, sedan starten har över 200 förare omkommit.
Årligen kommer cirka 40 000 personer och 12 000 motorcyklar till Isle of Man för att se motorcykeltävlingarna.
Även biltävlingar i form av rally, kart, stock-car samt motorcykeltävlingen Manx Grand Prix körs på ön.

## Kultur
Isle of Man har två officiella språk: engelska och manx. Det sistnämnda är ett keltiskt språk vars sista talare, Ned Maddrell, avled år 1974. Sedan 1900-talet har man mer och mer strävat efter att försvara och revitalisera språket och idag anses språket vara vaknande. Enligt folkräkningen år 2001 fanns det 1689 människor som rapporterade manx som sitt modersmål.
Kulturen i Isle of Man har påverkats av både vikingar och keltiska folk. Musslor med vit gräddsås, eller queenies, har erkänts som önationens nationalrätt år 2018. En annan populär rätt är saltad och rökt sill, eller kipper, med sallad, lök och ost.
Bryggerier, såsom Okell's Brewery och Bushy's Brewery, i Isle of Man följer fortfarande den s.k. 'rent öls lagar' från 1874 som liknar tyska Reinheitsgebot.